# Joan Oliver i Sallarès
Joan Oliver i Sallarès (Sabadell, 29 november 1899 – Barcelona, 18 juni 1986) was een Catalaanse schrijver, dramaturg, en dichter. Als dichter schreef hij onder het pseudoniem Pere Quart. Hij wordt beschouwd als een van de vijf belangrijkste Catalaanse schrijvers uit de 20ste eeuw.

## Leven
Hij werd geboren in Sabadell in de comarca Vallès Occidental op 29 november 1899 in een welgestelde familie van industriëlen en bankiers. Hij was de vierde van elf kinderen, vandaar zijn pseudoniem "Quart" (= de Vierde). Al zijn broers en zusters zijn jong gestorven.

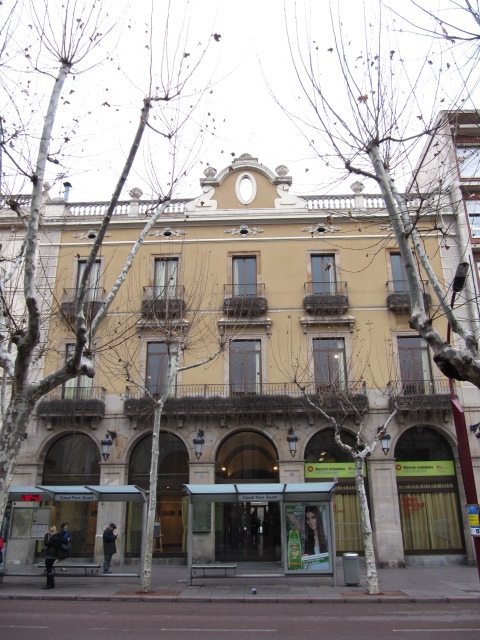
Het geboortehuis van Pere Quart in Sabadell
architect: Gabriel Batllevell

Al op 20-jarige leeftijd studeert hij af in de rechtsgeleerdheid en wijsbegeerte aan de Universiteit van Barcelona. Hij interesseert zich echter meer voor literatuur. In 1919 richt hij met enige vrienden, onder wie de romanschrijver Francesc Trabal i Benessat en de dichter en criticus Armand Obiols de zogenaamde "Groep van Sabadell" op. Ze willen avantgardisme en humor met de idealen van goed vakmanschap van het noucentisme combineren. Met nog enige anderen richten ze de uitgeverij La Mirada op, die van 1925 tot 1935 een twaalftal werken zal publiceren.
Tijdens de Spaanse Burgeroorlog (1936-39) kiest hij het republikeinse kamp. Hij wordt voorzitter van de Catalaanse schrijversvereniging en hoofd van de afdeling Publicaties van het ministerie van Cultuur van de Generalitat de Catalunya. Hij schrijft onder meer de tekst voor de hymne van het Catalaanse Volksleger. Dat is een duidelijke breuk met zijn burgerlijk verleden. Hij engageert zich op politiek, ethisch en sociaal vlak. In die context ontstaat zijn Ode aan Barcelona - een duidelijk revolutionaire en Catalaans-nationalistische tekst en het toneelstuk La fam (De honger) waarin hij de problemen van de revolutie zoals de communisten en de anarchisten die opvatten beschrijft. Tegen het einde van de burgeroorlog krijgt hij van de Generalitat de opdracht de republikeinse intellectuelen te evacueren. Hijzelf gaat in ballingschap, eerst naar Frankrijk en dan via Buenos Aires naar Santiago (Chili), waar hij acht jaar zal wonen. Vanuit zijn ballingsoord blijft hij actief het Catalaanse intellectuele leven ondersteuenen. Hij publiceert de tijdschriften Catalunya en Germanor (Broederschap) op en samen met de schrijver Xavier Benguerel i Llobet beginnen ze de literaire reeks El pi de les tres branques. Tijdens zijn Chileense periode schrijft hij onder meer een dertigal hoorspelen in het Castiliaans voor de Chileense radio.
Wanneer hij in 1948 naar Barcelona terugkeert, is hij niet echt welkom voor het dictatoriale regime dat hem eerst drie maanden opsluit in gevangenis Presó Model. In hetzelfde jaar overlijdt zijn vrouw, Conxita Riera aan leukemie. In 1951 ontvangt hij uit de hand van de Franse president, Vincent Auriol, de Prijs van de president op de Jocs florals voor zijn vertaling naar het Catalaans van Le Misanthrope van Molière. Na 20 jaar harde repressie doet het regime tegen het einde van de jaren 1950 enige toegevingen en wordt het weer toegelaten theater in het Catalaans op te voeren. De stukken van Joan Oliver kennen een groot succes wat hem sterk motiveert en er begint een heel productieve periode in zijn schrijversleven.
In 1960 verschijnt een van zijn meesterwerken: de bundel Vacances pagades (Betaalde vakantie), waarin hij op sceptische tot sarcastische toon de maatschappelijke en politieke realiteit van zijn land beschrijft. Hij blijft zeer kritisch tegenover het kapitalisme, de consumptiemaatschappij en de franquistische dictatuur. Ondanks een zekere ontspanning, krijgt hij het nog regelmatig last met de censuur en de politie. Zo is hij in 1965 betrokken bij de Caputxinada, wordt gearresteerd, komt pas na een boete vrij en staat van dan af op een zwarte lijst als communistenvriend en lid van het “Front Nacional de Catalunya”. In 1970 krijgt hij de Premi d'Honor de les Lletres Catalanes.
Na de dood van Francisco Franco in 1975 en tijdens de Spaanse democratische overgang (1975-78) is hij erg ontgoocheld over de politieke klasse. Ondanks zijn lastige kritiek op de politiek en de politici, werd hem in 1982 het Creu de Sant Jordi toegekend, maar hij heeft geweigerd. Hij wordt beschouwd als een van de grootste Catalaanse schrijvers en dichters van de 20ste eeuw. Volgens de Gran Enciclopèdia Catalana was "zijn taal zuiver, creatief en verbeeldingsrijk" en heeft hij "de dialectische spanning tussen mens en geschiedenis, tussen droom en werkelijkheid, tussen pessimisme en hoop" weergegeven.
Hij was een vrije geest die zich niet liet kopen en voor niemand zweeg. In 1985 diende een burger van Lerida een klacht in omdat hij het leger en de president van de Generalitat beledigd zou hebben tijdens een televisieprogramma. De lopende procedure verviel door zijn overlijden. Zijn gedichten werden onder meer door de zangers Lluís Llach i Grande, Joan Manuel Serrat i Teresa, Raimon en Ovidi Montllor i Mengual op muziek gezet.
Joan Oliver overleed in Barcelona op 18 juni 1986 in Barcelona. Hij werd begraven in zijn geboortestad Sabadell.

## Werken
Een volledige bibliografie, discografie en inventaris van segundaire literatuur vind je hier.

### Poëzie
- 1936 Oda a Barcelona,
- 1937 Bestiari
- 1947 Saló de tardor
- 1956 Terra de naufragis
- 1963 Obra poetica (verzameld werk tot 1963)
- 1968 Circumstàncies
- 1977 Quatre mil mots
- 1981 Poesia empírica
- 1960 Vacances pagades
- 1970 Tros de paper

### Theater
- 1938 La Fam
- 1956 Ball Robat, Primera representació en Una Drecera

### In het Nederlands
- Catalaanse zegswijzen. Brugge, Kruispunt, 1990. (Vert. Ann Duez en Bob de Nijs)
- De koele hoeken en kanten van de schaduw. Meerbeke, Point, 1990. (Vert.. Bob de Nijs)

Het vierde en laatste deel van zijn verzameld werk verscheen in 1999, op de honderdste geboortedag van de schrijver.
Daarnaast heeft hij nog regelmatig bijdragen voor de kranten Diari de Sabadell en Avui en de tijdschriften Meridià, Germanor, Destino en El Món geschreven. Ten slotte heeft hij veel standaardwerken uit de wereldliteratuur naar het Catalaans vertaald: Colette, Molière, Elsa Morante, Simone de Beauvoir, Bernard Shaw, Bertolt Brecht, Carlo Goldoni.

## Onderscheidingen en erkenning
- 1936: Premi Joaquim Folguera met Bestiari
- 1938: Premi del Teatre Català de la Comèdia met La Fam
- 1955: Premi Óssa Menor met Terra de naufragis
- 1959: Premi Ausiàs Marc en 1962 Lletra d'or met Vacances pagades
- 1970: Premi d'Honor de les Lletres Catalanes
- 1979: Premi Ciutat de Barcelona voor zijn hele oeuvre
- 1981: Premi de la Generalitat de Catalunya met Poesia empírica
- 1982: Creu de Sant Jordi (geweigerd)

Sedert 1987 heeft het stadsbestuur van Sabadell samen met de uitgeverij La Campana de jaarlijkse prijs Premi Pere Quart voor onuitgegeven humoristisch of satirisch werk gecreëerd. Verschillende gemeenten hebben een straat of een plein naar Pere Quart of Joan Oliver genoemd: Palma, Girona, Mataró, Santa Maria de Montcada, Olot, Bellaterra, Ripollet, el Vendrell, Banyoles, Sant Cugat del Vallès, Castellar del Vallès, Molins de Rei, Barcelona, Reus en Vilanova i la Geltrú.
- Biblioteca Nacional de España: XX876111
- Bibliothèque nationale de France: cb118871547 (data)
- Catàleg d'autoritats de noms i títols de Catalunya: 981058513874106706
- Gemeinsame Normdatei: 119338785
- International Standard Name Identifier: 0000 0000 8363 0999
- Library of Congress Control Number: n50025261
- MusicBrainz: a1ca866e-868c-4a99-839b-27509faf8449
- Nationale Bibliotheek van Israël: 987007339161705171
- Nederlandse Thesaurus van Auteursnamen: 129033006
- Système universitaire de documentation: 027995070
- Virtual International Authority File: 24596566